# Tetrernia terminitis
Tetrernia terminitis là một loài bướm đêm trong họ Crambidae.